# 권겸
권겸(權謙. 생년 미상 ~ 1356년)은 고려 후기 인물로 정승 권부(權溥)의 다섯째 아들이다. 본관은 안동.

## 생애
원나라에 가서 순군만호가 된 이후, 충목왕이 왕위를 이어 고려로 환국 할 때 판삼사사(判三司事)가 됐다. 공민왕 초기 딸을 원나라 황태자에게 바치고 태부감 태감이 됐다.
권겸의 가노(家奴) 홀지(忽只)가 박원주의 처를 권겸의 집에서 강제로 간음하니 전법사(典法司)에서, 그 일당 3인을 잡아 매질했다. 권겸은 공민왕이 "배원정책"을 펴자 기철, 노책과 난(亂)을 꾀하다가 주살되었다.

## 가계
- 고조부 : 권수평(權守平), 추밀공
- 증조부 : 권위, 한림학사
- 증조모 : 이씨, 이영(李榮, 잡직서령(雜織署令))의 딸
  - 조부 : 권단, 찬성사
  - 조모 : 노씨, 노연(좌간의대부)의 딸
    - 아버지: 권부
    - 어머니 : 시령 류씨(始寧柳氏), 류승(柳陞)의 딸
      - 부인 : ?
        - 아들 : 권항
        - 아들 : 권화상
        - 딸: 권황후

      - 형1 : 권준, 창화공
      - 형2 : 권종정(權宗頂)
      - 형3 : 권고(權皐)
        - 조카 : 권희(權僖), 양촌 권근의 아버지[1]

      - 형4 : 권후(權煦), 정헌공, 고려 충선왕의 양아들
        - 조카: 권중귀, 기철의 사위

      - 자매 : 안유충(安惟忠)에게 출가
      - 자매 : 이제현에게 출가
      - 자매 : 순정대군 왕도(王璹)에게 출가
      - 자매 : 희안대군 왕순(王珣)에게 출가

## 권겸이 등장한 작품

### 드라마
- 《신돈》(MBC, 2005년~2006년, 배우:김주영)

## 같이 보기
- 권황후
- 기철
- 노책